# Дурбэд-Монгольский автономный уезд
Дурбэд-Монгольский автономный уезд (кит. упр. 杜尔伯特蒙古族自治县, пиньинь Dù'ěrbótè Měnggǔzú Zìzhìxiàn, монг. Дөрвөдийн Монгол өөртөө засах шянь) — автономный уезд в городском округе Дацин провинции Хэйлунцзян КНР. Слово «Дурбэд» происходит от монгольского слова, означающего «четыре», и связано с происхождением дурбэдских монголов (потомков Джочи-Хасара).

## История
При империи Цин дурбэдские монголы были объединены в Дурбэдское знамя, и подчинены аймаку Джирим.
После Синьхайской революции Дурбэдский хошун (杜尔伯特旗) сохранился как административная единица провинции Хэйлунцзян, но фактически началось разведение административных структур для китайцев и монголов.
В 1931 году Маньчжурия была оккупирована японскими войсками, а в 1932 году было образовано марионеточное государство Маньчжоу-го. В 1933 году из хошуна был выделен уезд Тайкан (泰康县). В 1934 году было введено деление Маньчжоу-го на 15 провинций и 1 особый город, и эти земли оказались в составе провинции Лунцзян. В 1940 году уезд Тайкан был распущен, а его земли вновь вошли в состав Дурбэдского хошуна.
В 1945 году Маньчжурия была освобождена Советской армией. После войны правительство Китайской республики приняло программу нового административного деления Северо-Востока, и Дурбэдский хошун оказался в составе провинции Нэньцзян. В апреле 1946 года опять был создан уезд Тайкан, но в августе того же года он опять был распущен, а его земли вернулись в состав хошуна. В 1947 году провинции Хэйлунцзян и Нэньцзян были объединены в «Объединённую провинцию Хэйлунцзян и Нэньцзян» (сокращённо — провинцию Хэйнэнь), однако вскоре разделены вновь. В мае 1949 года провинция Нэньцзян была присоединена к провинции Хэйлунцзян.
В августе 1954 года эти земли вошли в состав новообразованного Специального района Нэньцзян (嫩江专区). 10 октября 1956 года Дурбэдский хошун был ликвидирован, а вместо него образован Дурбэд-Монгольский автономный уезд. В 1960 году Специальный район Нэньцзян был на небольшой срок ликвидирован, и автономный уезд перешёл в подчинение Цицикара, но в 1961 году Специальный район Нэньцзян был воссоздан (впоследствии был переименован в Округ Нэньцзян). В 1984 году округ Нэньцзян был расформирован, и автономный уезд оказался в составе городского округа Цицикар. В 1992 году Дурбэд-Монгольский автономный уезд был переведён из городского округа Цицикар в городской округ Дацин.

## Административное деление
Уезд делится на 4 посёлка и 7 волостей:
| №  | Название     | Название (кит.) | Статус  | Население чел. (2010) | На карте                         |
| -- | ------------ | --------------- | ------- | --------------------- | -------------------------------- |
| 1  | Тайкан       | 泰康镇          | поселок | 66589                 | 46°52′01″ с. ш. 124°26′09″ в. д. |
| 2  | Яньтунтунь   | 烟筒屯镇        | поселок | 20856                 | 47°00′20″ с. ш. 124°09′50″ в. д. |
| 3  | Исинь        | 一心乡          | волость | 20099                 | 46°48′50″ с. ш. 124°23′48″ в. д. |
| 4  | Талаха       | 他拉哈镇        | поселок | 19852                 | 46°09′20″ с. ш. 124°08′27″ в. д. |
| 5  | Яосинь       | 腰新乡          | волость | 19733                 | 45°58′00″ с. ш. 124°04′12″ в. д. |
| 6  | Баяньчжагань | 巴彦查干乡      | волость | 15812                 | 46°20′19″ с. ш. 124°02′31″ в. д. |
| 7  | Аолиньсибо   | 敖林西伯乡      | волость | 15788                 | 46°21′36″ с. ш. 124°14′26″ в. д. |
| 8  | Байиньнолэ   | 白音诺勒乡      | волость | 15206                 | 46°45′28″ с. ш. 124°13′24″ в. д. |
| 9  | Кээртай      | 克尔台乡        | волость | 14564                 | 46°53′53″ с. ш. 124°12′12″ в. д. |
| 10 | Хуцзитумо    | 胡吉吐莫镇      | поселок | 10588                 | 46°26′56″ с. ш. 124°08′18″ в. д. |
| 11 | Цзянвань     | 江湾乡          | волость | 7121                  | 46°35′01″ с. ш. 123°54′07″ в. д. |